# Bohumil Pastorek
Bohumil Pastorek (25. října 1928, Valašská Bystřice – 22. ledna 2010, Praha) byl český herec a rozhlasový dramatik. Někdy uváděn též jako Bohuš Pastorek. Jednalo se o komunisticky angažovaného herce , jenž proslul zejména díky své podobě s Klementem Gottwaldem. Tuto postavu si zahrál v řadě českých filmů.

## Životopis
Otec byl horníkem a členem Sociálně demokratické strany (později KSČ). Matka byla v domácnosti. S divadlem začínal Bohumil Pastorek již ve škole ve Valašské Bystřici. Později se vyučil krejčím a pracoval několik let v Prostějově u firmy Rolný. V roce 1947 vstoupil do KSČ.  V Prostějově hrál v letech 1945–9 ochotnicky v Divadle Hanácké obce. Své divadelní zkušenosti uplatnil i během své prezenční vojenské služby. Po vojně hrál v poloprofesionálním plzeňském souboru Stráž míru. V Plzni se také oženil.
Později působil v různých profesionálních moravských oblastních divadlech (v letech 1952–4 Slovácké divadlo v Uherském Hradišti, od roku 1954 v Divadle pracujících v Gottwaldově, v letech 1960–1962 v Divadle O. Stibora v Olomouci).
Od roku 1962 se stal členem smíchovského Realistického divadla Zdeňka Nejedlého (dnešní Švandovo divadlo), kde působil až do roku 1989 . V době normalizace se politicky angažoval, což se posléze odrazilo i v jeho filmové tvorbě a oceněních. V divadle byl i předsedou ZO KSČ,

## Ocenění
- 1970 Vyznamenání Za vynikající práci
- 1970 Medaile V. I. Lenina
- 1971 Medaile k 50. výročí KSČ
- 1973 Medaile k 25. výročí Února
- 1974 Cena Antonína Zápotockého za rozhlasovou hru Rána jistoty
- 1978 Vyznamenání Za zásluhy o výstavbu
- 1983 Medaile Za výstavbu Prahy
- 1983 Medaile J. K. Tyla
- 1984 titul zasloužilý umělec
- 1985 zasloužilý pracovník Realistického divadla Zdeňka Nejedlého [4]

## Divadelní role, výběr
- 1966 William Shakespeare: Komedie omylů, Dráb, Realistické divadlo, režie Karel Palouš

## Filmografie

### Jako Klement Gottwald
- 1973 Dny zrady I.
- 1973 Dny zrady II.
- 1974 Sokolovo
- 1976 Komunisté
- 1976 Osvobození Prahy
- 1977 Vojáci svobody I.–IV.

### Jiné
- 1966 Smrt za oponou
- 1974 Televize v Bublicích a Bublice v televizi
- 1977 O moravské zemi
- 1979 Na koho to slovo padne...